# لينكوساميدات

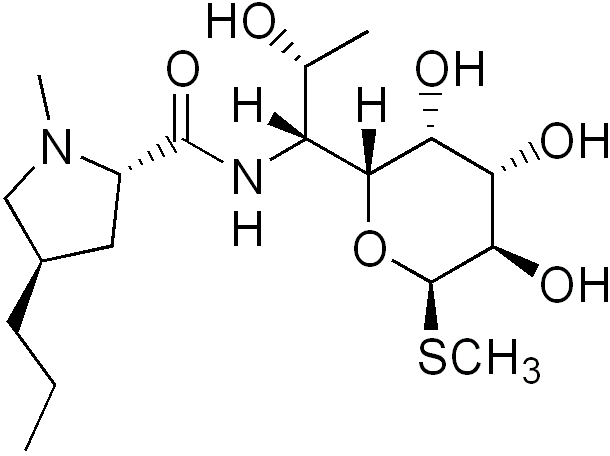
لينكوميسين

كلينداميسين (لاحظ الكلور الإضافي مقارنةً باللينكوميسين، مع تجاهل انعكاس الصورة).

لينكوساميدات (بالإنجليزية: Lincosamides)‏ هو صِنف من المضادات الحيوية حيثُ يتضمن اللينكوميسين والكلينداميسين وبيرليميسين.

## آلية العمل
تمنع اللينكوساميدات الاستنساخ البكتيري من خلال التداخل مع تَخليق البروتينات، حيثُ ترتبط مع جزء 23S الخاص وُحَيدَة 50S الخاصة بالريبوسومات البكتيرية حيثُ تُسبب تفكك مُبكر لببتيديل الحمض الريبي النووي النقال عن الريبوسوم. لا تتداخل اللينكوساميدات مع تخليق البروتينات في خلايا الإنسان (أو حقيقات النوى الأخرى)؛ وذلك لأنَّ الريبوسومات البشرية تختلف هيكليًا عن الريبوسومات البكتيرية.

## التاريخ والاستعمال
يُعتبر اللينكوميسين أول لينكوساميد تم اكتشافه، حيثُ عُزلَ من المتسلسلة اللينكونية من عينة تُراب في لينكون، نبراسكا).
قل استعمال اللينكوميسين كمضادٍ حيوي بعد ظهور الكلينداميسين الذي أظهرَ نشاط مُطور مُضاد للبكتيريا، كما أظهر نشاط ضد بعض أنواع الأوليات الطفيلية ويُستخدم في علاج داء المقوسات والملاريا.
تُستعمل لينكوساميدات لعلاج المكورات العنقودية والعقدية، كما أظهر قدرته على علاج العصوانيات الهشة وعدد آخر من اللاهوائيات، وتُستخدم أيضًا لعلاج متلازمة الصدمة التسممية حيثُ يُعتقد أنه يمنع بشكلٍ مباشر إنتاج بروتين M وبالتالي يؤدي إلى الاستجابة الالتهابية.
مضادات اللينكوساميد هي واحدة من أصناف المضادات الحيوية المُرتبطة بشكلٍ قوي مع التهاب القولون الغشائي الكاذب المُسبب بواسطة المطثية العسيرة.

## المقاومة
قد تُغير البكتيريا المُستهدفة من موقع ارتباط الدواء (مثل المقاومة في الماكروليدات والستريبتامينات). تحدث المقاومة من خلال مثيلة موقع الارتباط 23s، وإذا تمَّ هذا الأمر فإنَّ البكتيريا تصبح مُقاومة للماكروليدات واللينكوساميدات. أيضًا قد تم وصف حدوث تعطيل للإنزيمات في الكلينداميسين، ولكن هذا الأمر نادر الحدوث.

## التركيبة
اللينكوساميدات مِثل أملاح الهيدروكلوريد، حيثُ أنهُ مُر عند تذوقه، لذلك في التركيبة الفَموية تُعطى على شكل إسترات حمض النخيل أو في كبسولات. الكلينداميسين يُعطى وريديًا على شكل فوسفات الكلينداميسين والتي تتحول بعد ذلك إلى كلينداميسين مُنشط داخل الجسم.

## ديناميكية الدواء
اللينكوساميدات عبارة عن كابِحات بكتيرية ومناهضة للماكروليد والستريبتامين.